# Taxa de código
Em telecomunicação e teoria da informação, a taxa de código (ou taxa de informação) de um código de correção adiantada de erros é a proporção do stream que é útil (não redundante). É tipicamente apresentada sob a forma de um número fracionário. Se a taxa de código é do género k/n, para cada k bits de informação útil, o codificador genera n bits de informação, dos quais n-k são redundantes.